# Northern Star (Groove Armada)
Northern Star è il primo album in studio del gruppo musicale britannico Groove Armada, pubblicato nel 1998.

## Tracce
1. Dr Eiff – 5:49
2. Capt. Sensual (Remix) – 5:21
3. Entrance to Zanzibar – 5:59
4. At the River – 6:33
5. Dirty Listening – 5:24
6. M 2 Many – 6:14
7. Dan Solo – 7:33
8. Pressure Breakdown – 6:12
9. What Have We Become? – 5:51
10. Jeanneret's Groove – 6:59
11. Pillar 13 – 4:49
12. Bonus Stitch 1 & 2 – 2:08